# Naoki Mihara
Naoki Mihara (japanisch 三原 直樹 Mihara Naoki; * 19. Juni 1987 in der Präfektur Tokio) ist ein ehemaliger japanischer Fußballspieler.

## Karriere
Mihara erlernte das Fußballspielen in der Jugendmannschaft von Tokyo Verdy. Seinen ersten Vertrag unterschrieb er 2006 bei Tokyo Verdy. Der Verein spielte in der zweithöchsten Liga des Landes, der J2 League. Im April 2007 wechselte er zu Fagiano Okayama. Am Ende der Saison 2008 stieg der Verein in die J2 League auf. 2010 ging er in die Vereinigten Staaten, wo er sich für ein Jahr dem Viertligisten Rochester Thunder aus Rochester anschloss. Von Januar 2011 bis August 2011 war er vertrags- und vereinslos. Im September 2011 unterschrieb er einen Vertrag bei YSCC Yokohama. Der Vertrag lief bis Ende 2011. Danach schloss er sich keinen neuen Klub mehr an und beendete seine Karriere.